# Czorku
Czorku – miasto i dżamoat w północnym Tadżykistanie. Jest położony w dystrykcie Isfara w wilajecie sogdyjskim. Dżamoat zamieszkuje 28846 osób. Atrakcją Czorku jest mauzoleum Hazrati Shoh datowane na VIII - X wiek n.e.